# Parasite Dolls
Parasite Dolls (パラサイトドールズ?, Parasaito Dōruzu) è una serie di tre OAV fantascientifici creati nel 2002 dalla AIC e dalla IMAGICA Entertainment. La serie ha collegamenti sia con Bubblegum Crisis che AD Police, ma non include personaggi di nessuna delle due opere. In Italia è stata pubblicata in un unico DVD dalla One Movie.

## Trama
2034 La Branch è una sezione segreta dell'AD Police specializzata nei crimini che hanno a che fare con i robot umanoidi chiamati Boomers. L'ufficiale della Branch Buzz è costretto a fare i conti con i propri pregiudizi quando gli viene assegnato come partner proprio un boomer, il sergente Kimball, scoprendo quanto sottile sia la linea fra gli esseri umani ed i robot. Insieme il loro compito è di servire e proteggere i cittadini.

## Episodi
1. A Faint Voice
2. Dreamer
3. Knights of a Roundtable

## Doppiaggio

### Doppiatori giapponesi
- Akemi Okamura: Michaelson
- Kazuhiko Inoue: Buzz
- Soumei Uchida: Kimbell
- Kikuko Inoue: Angel
- Masaru Ikeda: Takahashi
- Toshio Furukawa: Myer
- Ai Orikasa: Chieko
- Jouji Nakata: Puppet Master
- Kōji Tsujitani: Caine
- Mako Hyōdō: Eve
- Rie Saitō: Buzz's Wife House Boomer
- Tōru Ōkawa: Corbin
- Toshihiko Nakajima: Kojima
- Yukimasa Kishino: Sorime

### Doppiatori italiani
- Patrizio Prata: Buzz
- Nicola Bartolini Carrassi: Kimball
- Alessandra Karpoff: Michaelson
- Claudio Ridolfo: Myers
- Federico Danti: Sorime
- Giulia Franzoso: Angel
- Maddalena Vadacca: Chiko
- Marcello Cortese: Takahashi

## Anime correlati
- AD Police
- AD Police TV
- Bubblegum Crisis
- Bubblegum Crash
- Bubblegum Crisis Tokyo 2040
- Scramble Wars